# Duncan Edwards
Duncan Edwards (1. říjen 1936, Dudley – 21. únor 1958, Mnichov) byl anglický fotbalista, oběť Mnichovského leteckého neštěstí, při němž roku 1958 zahynulo osm fotbalistů Manchesteru United, proslulých "Busby Babes". Zejména v Británii je považován za jeden z největších fotbalových talentů všech dob.
Hrával na pozici záložníka. V dresu anglické reprezentace odehrál 18 zápasů, v nichž vstřelil 5 branek.
S Manchesterem se stal dvakrát mistrem Anglie (1955/56, 1956/57) a třikrát získal FA Cup (1952/53, 1956/57, 1957/58).
V anketě Zlatý míč, která hledala nejlepšího fotbalistu Evropy, skončil roku 1957 třetí. Britský časopis World Soccer ho vyhlásil 46. nejlepším fotbalistou 20. století.